# Bilal El Khannous
Bilal El Khannous (Strombeek-Bever, 10 de mayo de 2004) es un futbolista marroquí que también posee la nacionalidad belga. Juega en la demarcación de centrocampista para el Leicester City F. C. de la EFL Championship.

## Selección nacional
Tras jugar con la selección de fútbol sub-15 de Bélgica, la sub-16, la sub-17, la sub-19, y nacionalizarse marroquí, fue convocado por el seleccionador Walid Regragui para disputar la Copa Mundial de Fútbol de 2022 con la selección de fútbol de Marruecos. Con esta debutó saliendo de titular en el partido por el tercer y cuarto puesto ante Croacia.

### Participaciones en Copas del Mundo
| Mundial      | Sede  | Resultado     | Partidos | Goles |
| ------------ | ----- | ------------- | -------- | ----- |
| Mundial 2022 | Catar | Cuarto puesto | 1        | 0     |

## Clubes
| Club                 | País       | Año       | Partidos | Goles |
| -------------------- | ---------- | --------- | -------- | ----- |
| K. R. C. Genk        | Bélgica    | 2022-2024 | 94       | 4     |
| Leicester City F. C. | Inglaterra | 2024-     | 36       | 3     |